# 오이케이오시스
오이케이오시스(oikeiosis; 헬라어:οικειοσις)는 스토아학파의 윤리학에서 쓰이는 용어로,  생명체가 자신의 내 적인 것과 자신 스스로를 신뢰하고 하나가 되려는 과정이며, 자기 자신 의 목적 설정이나 선택이 아닌 창조적 보편 자연을 통한 인간의 만들어짐을 뜻한다.
이 말은 자기 자신의 것, 소유, 자기에게 속한 것을 뜻한다.  이 용어의 최초의 사용자는 헬라 철학자인 키티온의 제논이었다. 
포르피리오스에 의하면 오이케이오시스는 정의의 시작이다.
오이케이오시스는 다른 말로 전유(appropriation), 또는 친숙화(familiarization)로 번역되는 데 이것은 다른 사람들의 관심사를 나의 관심사로 여기는 것을 말한다. 
이는 소크라테스가 한 말에서도 비롯된다.
| “ | 결코 (너의)나라를 묻는 사람에게 '나는 아테네 사람이오' 혹은 '나는 코린토 사람이오'라고 대답하지 말라. '나는 우주의 시민이오'라고 대답하라. | ” |